# Cmentarz w Utrechcie
Cmentarz w Utrechcie – tzw. "polski cmentarz" w Utrechcie, w Holandii.

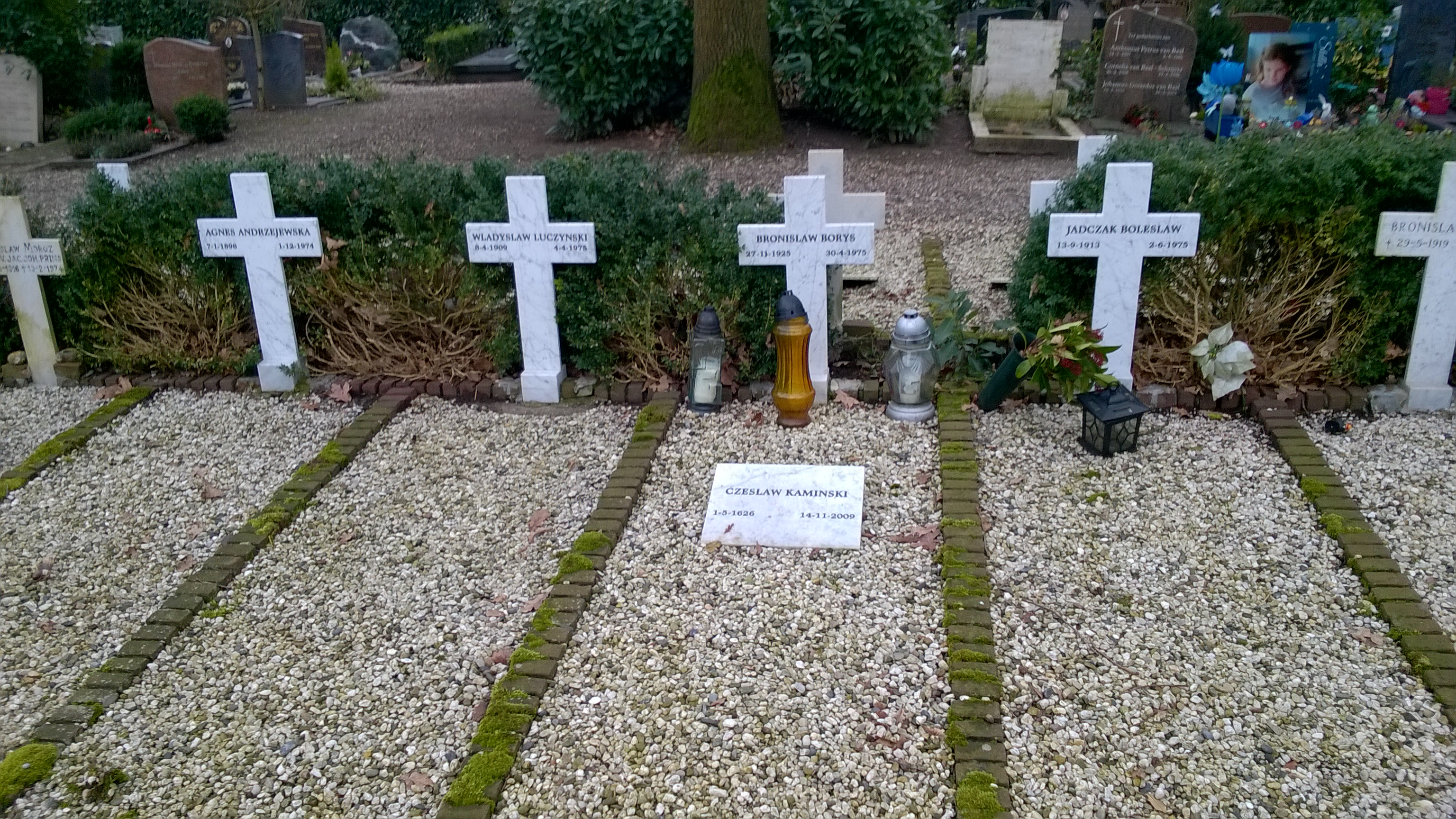
Groby polskich żołnierzy na cmentarzu

Na cmentarzu tym pochowani są polscy żołnierze, którzy służąc w Polskich Siłach Zbrojnych, podczas drugiej wojny światowej, brali udział w wyzwalaniu Holandii spod okupacji hitlerowskiej. Znajdują się tam również groby polskich żołnierzy, którzy po wyzwoleniu Holandii, nie wrócili do PRL-owskiej Polski, lecz pozostali na emigracji na stałe. Grobami tymi opiekuje się holenderski Caritas.